# Boutervilliers
Boutervilliers (prononcé [but̪ɛʁvilie] ) est une commune française située à cinquante kilomètres au sud-ouest de Paris dans le département de l'Essonne en région Île-de-France.
Ses habitants sont appelés les Boutervillois.

## Géographie

### Situation
| Type d’occupation           | Pourcentage | Superficie (en hectares) |
| --------------------------- | ----------- | ------------------------ |
| Espace urbain construit     | 2,6 %       | 18,48                    |
| Espace urbain non construit | 1,9 %       | 13,04                    |
| Espace rural                | 95,5 %      | 668,73                   |
| Source : Iaurif             |             |                          |

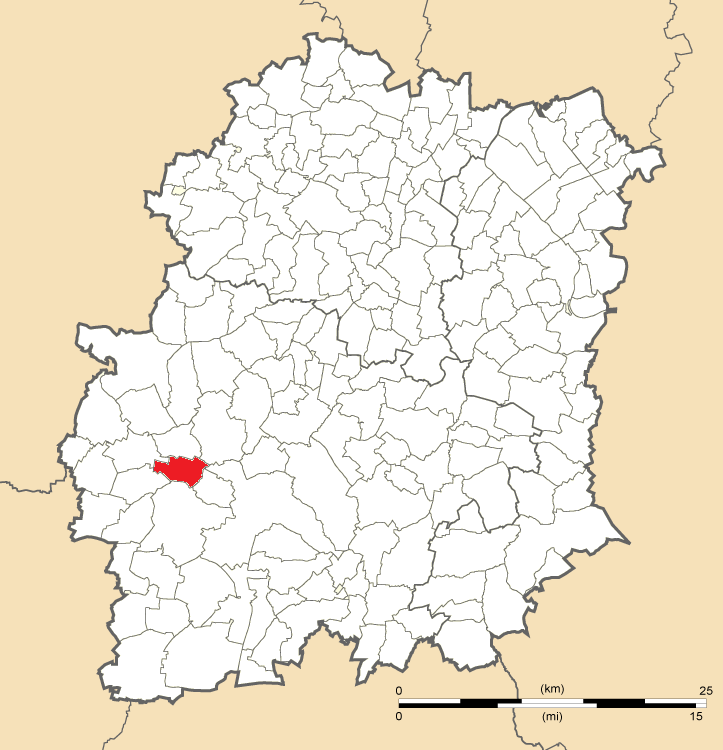
Position de Boutervilliers en Essonne.

Boutervilliers est située à cinquante kilomètres au sud-ouest de Paris-Notre-Dame, point zéro des routes de France, trente-cinq kilomètres au sud-ouest d'Évry, huit kilomètres au sud-ouest d'Étampes, neuf kilomètres au sud-est de Dourdan, vingt-et-un kilomètres au sud-ouest d'Arpajon, vingt-deux kilomètres au sud-ouest de La Ferté-Alais, vingt-six kilomètres au sud-ouest de Montlhéry, trente-et-un kilomètres au nord-ouest de Milly-la-Forêt, trente-deux kilomètres au sud-ouest de Palaiseau, trente-six kilomètres au sud-ouest de Corbeil-Essonnes.

### Géologie, relief et hydrographie
- Vallée des Grès (vallée sèche du bassin de la Louette), vallée Boyère.
- Bois de la Grande Côtière, bois des Closeaux.

### Climat
Pour des articles plus généraux, voir Climat de l'Île-de-France et Climat de l'Essonne.
En 2010, le climat de la commune est de type climat océanique dégradé des plaines du Centre et du Nord, selon une étude du CNRS s'appuyant sur une série de données couvrant la période 1971-2000. En 2020, Météo-France publie une typologie des climats de la France métropolitaine dans laquelle la commune est exposée à un climat océanique altéré et est dans la région climatique Sud-ouest du bassin Parisien, caractérisée par une faible pluviométrie, notamment au printemps (120 à 150 mm) et un hiver froid (3,5 °C).
Pour la période 1971-2000, la température annuelle moyenne est de 10,6 °C, avec une amplitude thermique annuelle de 15,3 °C. Le cumul annuel moyen de précipitations est de 651 mm, avec 11 jours de précipitations en janvier et 7,6 jours en juillet. Pour la période 1991-2020, la température moyenne annuelle observée sur la station météorologique la plus proche, située sur la commune de Dourdan à 9 km à vol d'oiseau, est de 11,4 °C et le cumul annuel moyen de précipitations est de 654,2 mm,. Pour l'avenir, les paramètres climatiques de la commune estimés pour 2050 selon différents scénarios d'émission de gaz à effet de serre sont consultables sur un site dédié publié par Météo-France en novembre 2022.

### Voies de communication et transports
Le village bénéficie d'un très bon emplacement à proximité de la N20 à Étampes ainsi que des autoroutes A10 et A11.
Le village ne bénéficie quasiment pas de transports en commun, seulement quelques bus pour Étampes.

## Urbanisme

### Typologie
Au 1er janvier 2024, Boutervilliers est catégorisée commune rurale à habitat dispersé, selon la nouvelle grille communale de densité à sept niveaux définie par l'Insee en 2022.
Elle est située hors unité urbaine. Par ailleurs la commune fait partie de l'aire d'attraction de Paris, dont elle est une commune de la couronne,. Cette aire regroupe 1 929 communes,.

## Toponymie
Boutervilliers au XIIe siècle.
Le nom de la commune était précédemment Boutarvilliers, signifiant « petit château du bout », elle fut créée avec ce nom en 1793. Le nom actuel fut introduit par le bulletin des lois en 1801.

## Politique et administration

### Politique locale
La commune de Boutervilliers est rattachée au canton d'Étampes, représenté par les conseillers départementaux Marie-Claire Chambaret (DVD) et Guy Crosnier (UMP), à l'arrondissement d’Étampes et à la deuxième circonscription de l'Essonne, représentée par le député Franck Marlin (UMP).
L'Insee attribue à la commune le code 91 1 08 098. La commune de Boutervilliers est enregistrée au répertoire des entreprises sous le code SIREN 219 100 989. Son activité est enregistrée sous le code APE 8411Z.

### Liste des maires
| Période                                  | Période  | Identité       | Étiquette | Qualité |
| ---------------------------------------- | -------- | -------------- | --------- | ------- |
| Les données manquantes sont à compléter. |          |                |           |         |
| 2014                                     | 2020     | Francis Tassin | PR        |         |
| 2020                                     | En cours | Marc Herreman  |           |         |

### Tendances et résultats politiques
Élections présidentielles, résultats des deuxièmes tours :
- Élection présidentielle de 2002 : 78,79 % pour Jacques Chirac (RPR), 21,21 % pour Jean-Marie Le Pen (FN), 88,11 % de participation[28].
- Élection présidentielle de 2007 : 65,07 % pour Nicolas Sarkozy (UMP), 34,93 % pour Ségolène Royal (PS), 91,53 % de participation[29].
- Élection présidentielle de 2012 : 61,16 % pour Nicolas Sarkozy (UMP), 38,84 % pour François Hollande (PS), 83,99 % de participation[30].

Élections législatives, résultats des deuxièmes tours :
- Élections législatives de 2002 : 73,56 % pour Franck Marlin (UMP), 26,44 % pour Gérard Lefranc (PCF), 73,77 % de participation[31].
- Élections législatives de 2007 : 67,60 % pour Franck Marlin (UMP) élu au premier tour, 12,29 % pour Marie-Agnès Labarre (PS), 75,95 % de participation[32].
- Élections législatives de 2012 : 72,67 % pour Franck Marlin (UMP), 27,33 % pour Béatrice Pèrié (PS), 57,80 % de participation[33].

Élections européennes, résultats des deux meilleurs scores :
- Élections européennes de 2004 : 23,08 % pour Marielle de Sarnez (UDF), 19,23 % pour Patrick Gaubert (UMP), 48,10 % de participation[34].
- Élections européennes de 2009 : 36,13 % pour Michel Barnier (UMP), 15,13 % pour Daniel Cohn-Bendit (Les Verts), 48,34 % de participation[35].

Élections régionales, résultats des deux meilleurs scores :
- Élections régionales de 2004 : 51,48 % pour Jean-François Copé (UMP), 32,54 % pour Jean-Paul Huchon (PS), 74,15 % de participation[36].
- Élections régionales de 2010 : 54,26 % pour Valérie Pécresse (UMP), 45,74 % pour Jean-Paul Huchon (PS), 49,12 % de participation[37].

Élections cantonales, résultats des deuxièmes tours :
- Élections cantonales de 2001 : données manquantes.
- Élections cantonales de 2008 : 69,29 % pour Jean Perthuis (UMP), 30,71 % pour François Jousset (PCF), 52,57 % de participation[38].

Élections municipales, résultats des deuxièmes tours :
- Élections municipales de 2001 : données manquantes.
- Élections municipales de 2008 : 166 voix pour Priscilla Marchand (?), 164 voix pour Francis Tassin (?), 75,59 % de participation[39].

Référendums :
- Référendum de 2000 relatif au quinquennat présidentiel : 73,33 % pour le Oui, 26,67 % pour le Non, 48,61 % de participation[40].
- Référendum de 2005 relatif au traité établissant une Constitution pour l'Europe : 53,14 % pour le Non, 46,86 % pour le Oui, 74,29 % de participation[41].

## Population et société

### Démographie

#### Évolution démographique
L'évolution du nombre d'habitants est connue à travers les recensements de la population effectués dans la commune depuis 1793. Pour les communes de moins de 10 000 habitants, une enquête de recensement portant sur toute la population est réalisée tous les cinq ans, les populations de référence des années intermédiaires étant quant à elles estimées par interpolation ou extrapolation. Pour la commune, le premier recensement exhaustif entrant dans le cadre du nouveau dispositif a été réalisé en 2008.

En 2022, la commune comptait 429 habitants, en évolution de +0,94 % par rapport à 2016 (Essonne : +2,89 %, France hors Mayotte : +2,11 %).
| 1793 | 1800 | 1806 | 1821 | 1831 | 1836 | 1841 | 1846 | 1851 |
| ---- | ---- | ---- | ---- | ---- | ---- | ---- | ---- | ---- |
| 174  | 208  | 210  | 176  | 230  | 243  | 194  | 202  | 221  |

| 1856 | 1861 | 1866 | 1872 | 1876 | 1881 | 1886 | 1891 | 1896 |
| ---- | ---- | ---- | ---- | ---- | ---- | ---- | ---- | ---- |
| 213  | 201  | 206  | 204  | 185  | 168  | 162  | 186  | 173  |

| 1901 | 1906 | 1911 | 1921 | 1926 | 1931 | 1936 | 1946 | 1954 |
| ---- | ---- | ---- | ---- | ---- | ---- | ---- | ---- | ---- |
| 184  | 155  | 167  | 175  | 177  | 162  | 139  | 153  | 164  |

| 1962 | 1968 | 1975 | 1982 | 1990 | 1999 | 2006 | 2008 | 2013 |
| ---- | ---- | ---- | ---- | ---- | ---- | ---- | ---- | ---- |
| 154  | 175  | 213  | 270  | 282  | 293  | 324  | 333  | 398  |

| 2018 | 2022 | - | - | - | - | - | - | - |
| ---- | ---- | - | - | - | - | - | - | - |
| 426  | 429  | - | - | - | - | - | - | - |

#### Pyramide des âges
En 2018, le taux de personnes d'un âge inférieur à 30 ans s'élève à 37,8 %, soit en dessous de la moyenne départementale (39,9 %). De même, le taux de personnes d'âge supérieur à 60 ans est de 16,1 % la même année, alors qu'il est de 20,1 % au niveau départemental.
En 2018, la commune comptait 213 hommes pour 213 femmes, soit un taux de 50,00 % de femmes, légèrement inférieur au taux départemental (51,02 %).
Les pyramides des âges de la commune et du département s'établissent comme suit.
| Hommes | Classe d’âge | Femmes |
| ------ | ------------ | ------ |
| 0,0    | 90 ou +      | 0,0    |
| 1,4    | 75-89 ans    | 3,3    |
| 13,1   | 60-74 ans    | 14,6   |
| 21,6   | 45-59 ans    | 20,2   |
| 24,9   | 30-44 ans    | 25,4   |
| 16,4   | 15-29 ans    | 15,5   |
| 22,5   | 0-14 ans     | 21,1   |

| Hommes | Classe d’âge | Femmes |
| ------ | ------------ | ------ |
| 0,5    | 90 ou +      | 1,4    |
| 5,4    | 75-89 ans    | 7,2    |
| 12,9   | 60-74 ans    | 13,9   |
| 20     | 45-59 ans    | 19,4   |
| 19,9   | 30-44 ans    | 20,1   |
| 20     | 15-29 ans    | 18,2   |
| 21,3   | 0-14 ans     | 19,8   |

### Enseignement
Les établissements scolaires de Boutervilliers sont rattachés à l'académie de Versailles. La commune dispose d'une école élémentaire publique. En regroupement pédagogique avec La-Forêt-le-Roi, Richarville & Boissy-le-Sec, la commune accueille les élèves de CM2 ainsi que la cantine & la garderie du regroupement.

### Lieux de culte
La paroisse catholique de Boutervilliers est rattachée au secteur pastoral de Saint-Michel-de-Beauce-Étampes et au diocèse d'Évry-Corbeil-Essonnes. Elle dispose de l'église Saint-Jean-Baptiste.

### Médias
L'hebdomadaire Le Républicain relate les informations locales. La commune est en outre dans le bassin d'émission des chaînes de télévision France 3 Paris Île-de-France Centre, IDF1 et Téléssonne intégré à Télif.

## Économie

### Emplois, revenus et niveau de vie
En 2010, le revenu fiscal médian par ménage était de 45 004 €, ce qui plaçait Boutervilliers au 858e rang parmi les 31 525 communes de plus de 39 ménages en métropole.
| Répartition des emplois par catégories socioprofessionnelles en 2006. |              |                                           |                                                   |                            |                          |                           |
|                                                                       | Agriculteurs | Artisans, commerçants, chefs d’entreprise | Cadres et professions intellectuelles supérieures | Professions intermédiaires | Employés                 | Ouvriers                  |
| Boutervilliers                                                        | -            | -                                         | -                                                 | -                          | -                        | -                         |
| Zone d’emploi d’Étampes                                               | 1,8 %        | 6,2 %                                     | 15,1 %                                            | 24,9 %                     | 27,2 %                   | 24,8 %                    |
| Moyenne nationale                                                     | 2,2 %        | 6,0 %                                     | 15,4 %                                            | 24,6 %                     | 28,7 %                   | 23,2 %                    |
| Répartition des emplois par secteurs d’activités en 2006.             |              |                                           |                                                   |                            |                          |                           |
|                                                                       | Agriculture  | Industrie                                 | Construction                                      | Commerce                   | Services aux entreprises | Services aux particuliers |
| Boutervilliers                                                        | -            | -                                         | -                                                 | -                          | -                        | -                         |
| Zone d’emploi d’Étampes                                               | 2,9 %        | 16,1 %                                    | 6,7 %                                             | 14,8 %                     | 9,2 %                    | 5,8 %                     |
| Moyenne nationale                                                     | 3,5 %        | 15,2 %                                    | 6,4 %                                             | 13,3 %                     | 13,3 %                   | 7,6 %                     |
| Sources : Insee,                                                      |              |                                           |                                                   |                            |                          |                           |

## Culture locale et patrimoine

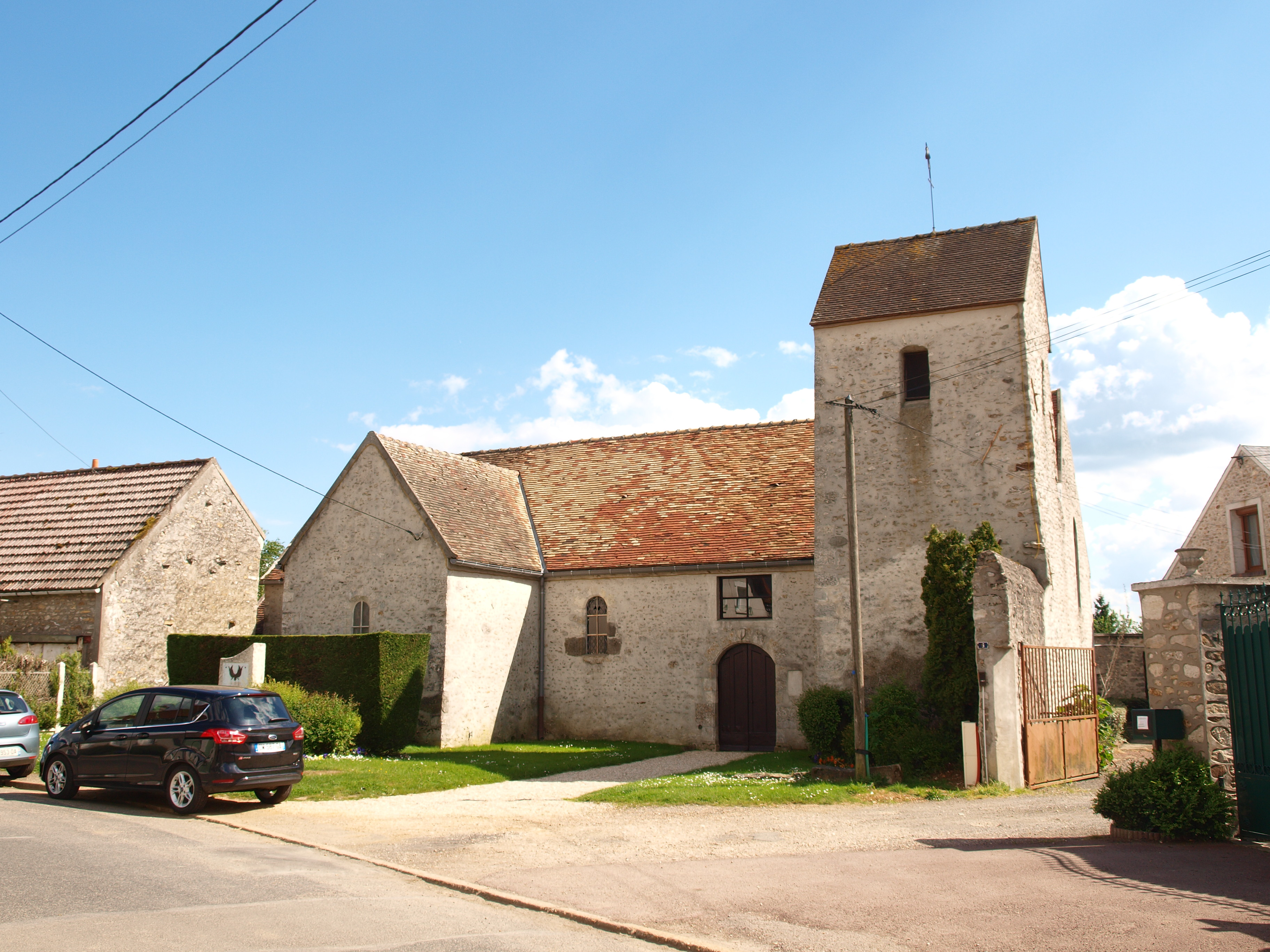
L'église Saint-Jean-Baptiste.

### Lieux et monuments
- L'église Saint-Jean-Baptiste[53].
- Tour de Cénive dans la vallée sèche du bassin de la Louette, XIIIe siècle et XIVe siècle[54].

## Héraldique
| Blason de Boutervilliers | Blason  | Parti: au 1) coupé: au 1a) de gueules à un agneau pascal d'argent portant une croix haute d'or à une bannière d'argent chargée d'une croisette latine de gueules, au 1b) de sinople à une gerbe de blé d'or, au 2) d'or à une tour de gueules ouverte, ajourée et maçonnée de sable |
| Blason de Boutervilliers | Détails | Créatio JF Binon. Sur le site de la commune depuis au moins 2023 |